# Mellan-Tvåbudtjärnen
Mellan-Tvåbudtjärnen är en sjö i Vansbro kommun i Dalarna och ingår i Dalälvens huvudavrinningsområde.